# Волфганг Хериберт фон Далберг
Волфганг Хериберт фон Далберг (на немски: Wolfgang Heribert Freiherr von Dalberg; Wolfgang Heribert Kämmerer von Worms-Dalberg; * 18 ноември 1750 в Майнц; † 28 септември 1806 в Манхайм) е фрайхер на Далберг при Бад Кройцнах, чиновник в Курфюрство Пфалц и по-късно държавен министър във Велико херцогство Баден. Известен е най-вече като интендант на националния театър в Манхайм.
Той е вторият син (от 12 деца) на Франц Хайнрих Кемерер фон Вормс/Далберг (1716 – 1776) и графиня Мария София Анна фон и цу Елтц-Кемпених, нар. Фауст фон Щромберг (1722 – 1763), дъщеря на граф Карл Антон Ернст Дамиан Хайнрих фон и цу Елтц-Кемпених (1671 – 1736) и фрайин Хелена Катарина Вамболт фон Умщат (1680 – 1763). Брат е на Карл Теодор фон Далберг (1744 – 1817), архиепископ и курфюрст на Майнц.
Волфганг Хериберт фон Далберг следва право в университета в Гьотинген и след това работи там в Кралския исторически институт. През 1770 г. той става бургман на замък Фридберг и едновременно камерхер на курфюрста на Пфалц. През 1772 г. той е дворцов съдебен съветник в Курфюрство Майнц и щатхалтер на манастир Вормс на архиепископа ма Майнц Емерих Йозеф фон Брайдбах-Бюресхайм, епископ на Вормс. През 1775 г. той става таен съветник на Курпфалц, заместник президент на дворцовата камера и 1789 г. президент на Главния апелативен съд. През 1806 г. той е главен дворцов майстер и държавен министър в Баден.
През 1779 г. той става първият интендант на новия национален театър в Манхайм. Той пише множество драми и обработва произведения на Шекспир за представяне. Той дружи с Фридрих Шилер и представя първите му драми в Манхайм.
Волфганг Хериберт фон Далберг е член на масонската ложа във Вецлар. Волфганг Хериберт фон Далберг и съпругата му са погребани в католическото гробище в Манхайм, „К 2“.

## Фамилия
Волфганг Хериберт Кемерер фон Вормс-Далберг се жени на 15 август 1771 г. за фрайин Мария Елизабет Августа Улнер фон Дипург (* 17 юни 1751), дъщеря на фрайхер Йохан Филип Улнер фон Дипург и фрайин Мария Луиза фон Лое цу Висен. Те имат децата:
- Мария Анна Шарлота Антонета Валпургис (* 28 май 1772, Хернсхайм; † 6 юни 1772, Майнц; † 21 май 1778)
- Емерих Йозеф Франц Хайнрих Феликс Дисмас фон Далберг (* 30 май 1773, Майнц; † 27 април 1833, дворец Хернсхайм), херцог на Далберг, френски държавен министър и пер на Франция
- Мария Анна Шарлота Антонета Валпургис (* 30 май 1773, Майнг; † 28 май 1778, Хернсхайм)
- Елизабет Августа София (* 28 август 1774, Майнц; † 27 ноември 1776, Манхайм), омъжена на 13 януари 1806 г. за фрайхер Франц Ксавер фон Лерхенфелд (* 2 юни 1758; † 3 юни 1832), баварски кралски държавен министър
- Мария Анна Александрина (* 28 септември 1778, Манхайм; † 7 май 181, Батенберг), канонеса, омъжена на 21 април 1801 г. за Фридрих Антон фон Фенинген († 7 май 1832).

### Произведения
- Walwais und Adelaide. Schwan, Mannheim 1778.
- Der weibliche Ehescheue (1780)
- Cora (1780)
- Electra = Libretto (1781)
- Das Weibergelübde (1787)
- Antrittsrede, bey Wiedereröfnung des Churfürstlichen National-Theaters in Mannheim am 2ten März 1794. (Gesprochen v. August Wilhelm Iffland). (1794)
- Dilara nach Carlo Gozzi. (1798)
- Die eheliche Probe
- Die eheliche Vergeltung
- die eheliche Versöhnung

## Преводи
- Julius Caesar (William Shakespeare).
- Timon von Athen (Shakespeare)
- Die Brüder
- Der Mönch vom Carmel
- Oronooko
- Montesquieu, oder die unbekannte Wohlthat.
- Das Inkognito